# アドラメレク

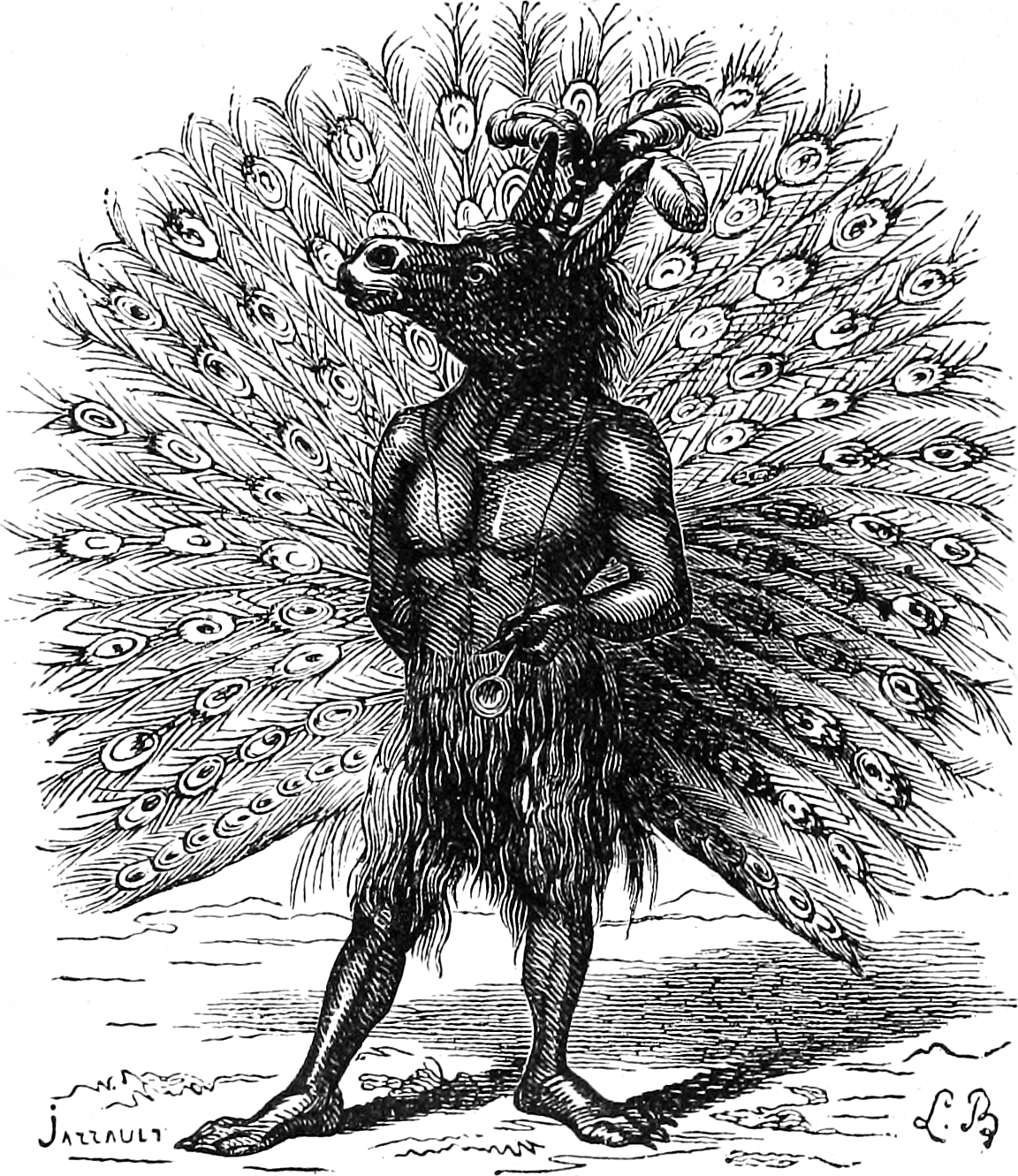
デーモンとしてのアドラメレク(Adramelech)。『地獄の辞典』の挿絵より。

アドラメレク（Adramelech,Adrammelech, Adramelek）またはアドラマリク（Adar-malik）は太陽神の一種である。彼の崇拝の中心は、セファルワイム（『列王記』下17:31）の町と、サマリアである。サマリアにおけるアドラメルクの崇拝慣習は、セパルワイムからの入植者によって持ちこまれた。名前の「melech」は、ヘブライ語で「王」を意味する。
A.R.ミラードや、ソール・オリヤンなどによると、アドラメレクの原語「ʾAddîr-meleḵ」は「威厳ある王」または「威厳ある者が王である」を表している可能性が高いという。同義語であるʾAddîr-milkは、同様のMilk-ʾaddîr（形態素を反転させたもの）やBaʿal-ʾaddîr（「堂々とした主人」または「堂々としたバアル」）とともに、バアルの形容詞、またはバアルとして古代セム語源に記録されている。
彼は「Baal Adramelch」とも称される。「Baal（バアル）」は「主」という意味である。アッシリアの神話において、バアルの称号は多くの神が得ていた。彼の名は人名としても使われており、アッシリアの王センナケリブにもアドラメレクという息子がいる（『列王記』下19:37、『イザヤ書』37:38）。後の時代では、彼はカルタゴのモロクと関係をもった。このことはしばしば、子供たちが彼の生贄にされた概念に至る。子供たちが炎に焼かれて、あるいは高温に熱せられた青銅像の内部に置かれて生贄とされたとする概念は、ギリシア人の記述に由来する。しかし、こうした巨大な青銅像が実在していたという考古学的証拠は存在しないため、歴史的な事実ではないと考えられている。
他の異教徒の神同様に、アドラメレクはユダヤ教とキリスト教において悪魔とみなされる。悪魔研究に関するコラン・ド・プランシーの『地獄の辞典』によると、アドラメレクは地獄の上院議長であるとされる。また彼は地獄の宰相でもありサタンの洋服係でもある。通常、彼は人間の胴と頭を持ち、残りはラバ（または時々クジャク）の姿をしている。
詩人からのアドラメレクの表現としてロバート・シルヴァーバーグの短編『Basileus』にアドラメレクの姿が書かれている。この文章では、アドラメレクは「神の敵、野心家、狡猾さと茶目っ気はサタン以上、呪いに長けた悪魔— より深い偽善者」と表現されている。